# Michael Spound
Michael David Spound (Los Angeles, 8 aprile 1957) è un attore statunitense.
È sposato dal 1988 con l'attrice Heidi Bohay dalla quale ha avuto tre figli: Zachary, Jonah e Gabe.

## Filmografia parziale

### Cinema
- The Ring, regia di Gore Verbinski (2002)
- Partnerperfetto.com (Must Love Dogs), regia di Gary David Goldberg (2005)

### Televisione
- Casa Keaton (Family Ties) – serie TV, un episodio (1983)
- Hotel - serie TV, 101 episodi (1983-1987)
- La signora in giallo (Murder, She Wrote) - serie TV, episodio 5x08 (1989)
- Star Trek: Voyager - serie TV, episodio 2x19 (1996)
- E.R. - Medici in prima linea (ER) - serie TV, 1 episodio (2002)

## Doppiatori italiani
Nelle versioni in italiano delle opere in cui ha recitato, Michael Spound è stato doppiato da:
- Fabrizio Manfredi in Casa Keaton
- Gianni Williams in Hotel
- Luciano Marchitiello in La signora in giallo
- Enrico Di Troia in Partnerperfetto.com
- Davide Marzi in Criminal Minds